# Nati nel 1911/Ottobre
| Questa pagina contiene informazioni ricavate automaticamente dalle voci biografiche con l'ausilio del template Bio e di un bot. L'aggiornamento è periodico e automatico e ricostruisce completamente la pagina. Se manca una persona in questa lista, sei pregato di non aggiungerla, ma accertati piuttosto che la sua voce biografica contenga il template Bio e che i dati anagrafici siano correttamente compilati. Se il template Bio manca, inseriscilo tu stesso o, in alternativa, metti l'avviso {{tmp\|Bio}} che ne segnala la mancanza. Se i dati riportati sono sbagliati, correggi direttamente la voce biografica; le modifiche saranno visibili in questa lista entro pochi giorni. Per chiarimenti vedi il progetto biografie. La lista contiene solo le 138 persone che sono citate nell'enciclopedia e per le quali è stato implementato correttamente il template Bio. Pagina aggiornata al 18 lug 2025. |

- 1º ottobre - Irwin Kostal, compositore statunitense († 1994)
- 1º ottobre - Heinrich Mark, politico e avvocato estone († 2004)
- 1º ottobre - Piet Schoonenberg, presbitero e teologo olandese († 1999)
- 1º ottobre - Bibi Torriani, hockeista su ghiaccio, slittinista e allenatore di hockey su ghiaccio svizzero († 1988)
- 2 ottobre - Willie Adams, cestista statunitense († 1992)
- 2 ottobre - Mario Cergol, hockeista su pista e allenatore di hockey su pista italiano († 1975)
- 2 ottobre - Bert Duncanson, hockeista su ghiaccio canadese († 2000)
- 2 ottobre - Jack Finney, autore di fantascienza statunitense († 1995)
- 2 ottobre - Tilly Fleischer, giavellottista tedesca († 2005)
- 2 ottobre - Pasquale Rywalski, religioso svizzero († 2002)
- 3 ottobre - Ljubiša Broćić, allenatore di calcio jugoslavo († 1995)
- 3 ottobre - Rino Ferrari, pittore, illustratore e scultore italiano († 1986)
- 3 ottobre - Michael Hordern, attore britannico († 1995)
- 3 ottobre - Edgar Sanabria, politico venezuelano († 1989)
- 3 ottobre - Maria de las Mercedes di Baviera, nobile spagnola († 1953)
- 4 ottobre - Martin Matsbo, fondista e sciatore di pattuglia militare svedese († 2002)
- 4 ottobre - Bas Paauwe, calciatore olandese († 1989)
- 4 ottobre - Vittorio Pepoli, calciatore rumeno
- 5 ottobre - Omar Browning, cestista e allenatore di pallacanestro statunitense († 1978)
- 5 ottobre - Carlo Ciglieri, generale italiano († 1969)
- 5 ottobre - Flann O'Brien, scrittore e giornalista irlandese († 1966)
- 5 ottobre - Son Sann, politico cambogiano († 2000)
- 5 ottobre - Cataldo Spitale, calciatore argentino
- 6 ottobre - Al Bonniwell, cestista statunitense († 2002)
- 7 ottobre - Ario Cantini, pittore e schermidore italiano († 2002)
- 7 ottobre - Jo Jones, batterista statunitense († 1985)
- 7 ottobre - Vaughn Monroe, trombettista e baritono statunitense († 1973)
- 8 ottobre - Jacques Bridou, bobbista francese († 1953)
- 8 ottobre - Norm Dawson, cestista canadese († 2003)
- 8 ottobre - Henri Desplanques, geografo, insegnante e prete francese († 1983)
- 8 ottobre - Elpidio Mioni, grecista, bizantinista e paleografo italiano († 1991)
- 8 ottobre - Franco Scaramelli, calciatore italiano († 1995)
- 8 ottobre - Han Stijkel, partigiano olandese († 1943)
- 8 ottobre - Heinz Thilo, militare tedesco († 1945)
- 9 ottobre - Giulio Biglieri, partigiano e bibliotecario italiano († 1944)
- 9 ottobre - Giulio Preti, filosofo italiano († 1972)
- 9 ottobre - Joe Rosenthal, fotografo statunitense († 2006)
- 10 ottobre - Baltasar Sangchili, pugile spagnolo († 1992)
- 10 ottobre - Karel Čurda, militare cecoslovacco († 1947)
- 10 ottobre - Vincenzo Demetz, fondista italiano († 1990)
- 10 ottobre - Clare Hollingworth, giornalista e scrittrice inglese († 2017)
- 10 ottobre - Coriolano Palumbo, calciatore italiano († 1969)
- 10 ottobre - Andrea Sacco, cantante e musicista italiano († 2006)
- 10 ottobre - Lorna Volare, attrice australiana († 1998)
- 11 ottobre - Seibei Kimura, pallanuotista giapponese
- 11 ottobre - Nello Pagani, pilota motociclistico e pilota automobilistico italiano († 2003)
- 11 ottobre - Mario Panzeri, paroliere e compositore italiano († 1991)
- 11 ottobre - Great Togo, wrestler statunitense († 1973)
- 11 ottobre - Herman Veenstra, pallanuotista olandese († 2004)
- 11 ottobre - Juan Carlos Zabala, maratoneta argentino († 1983)
- 12 ottobre - Leonardo Gallucci, militare italiano († 1940)
- 12 ottobre - Félix Lévitan, giornalista francese († 2007)
- 12 ottobre - Giuseppe Spinola, allenatore di calcio e calciatore italiano († 1963)
- 12 ottobre - Maribel Vinson, pattinatrice artistica su ghiaccio e allenatrice di pattinaggio su ghiaccio statunitense († 1961)
- 12 ottobre - Louis de Guiringaud, politico francese († 1982)
- 13 ottobre - Ashok Kumar, attore indiano († 2001)
- 13 ottobre - Raffaele Ceciliato, calciatore italiano
- 13 ottobre - André Navarra, violoncellista francese († 1988)
- 13 ottobre - Millosh Gjergj Nikolla, poeta albanese († 1938)
- 13 ottobre - Ulderico Sacchetto, militare e marinaio italiano († 1941)
- 13 ottobre - Bruno Sartori, aviatore italiano († 1995)
- 14 ottobre - Lê Đức Thọ, rivoluzionario, militare e politico vietnamita († 1990)
- 14 ottobre - Rezső Somlai, allenatore di calcio e calciatore ungherese († 1983)
- 15 ottobre - Domenico De Nicola, calciatore italiano († 2003)
- 15 ottobre - Carlo Morosi, calciatore italiano († 1962)
- 15 ottobre - James H. Schmitz, autore di fantascienza statunitense († 1981)
- 15 ottobre - Gustav Wetterström, calciatore svedese († 1991)
- 16 ottobre - Franco Balbis, militare e partigiano italiano († 1944)
- 16 ottobre - Molly O'Day, attrice statunitense († 1998)
- 16 ottobre - Heinrich Steiner, pittore e incisore tedesco († 2009)
- 17 ottobre - Michail Drujan, direttore della fotografia sovietico († 2000)
- 17 ottobre - Francesco Fedeli, pittore italiano († 1998)
- 17 ottobre - Ruža Petrović, partigiana e antifascista croata († 1958)
- 17 ottobre - Bruno Tattanelli, generale e aviatore italiano († 2012)
- 18 ottobre - Victor Perez, pugile tunisino († 1945)
- 18 ottobre - Mario Ruccione, compositore italiano († 1969)
- 18 ottobre - Julijonas Steponavičius, arcivescovo cattolico lituano († 1991)
- 19 ottobre - Hilde Spiel, scrittrice e giornalista austriaca († 1990)
- 20 ottobre - Cesare Del Torto, calciatore italiano († 1997)
- 20 ottobre - Arne Sørensen, calciatore norvegese († 1995)
- 21 ottobre - Giovanni Baccaglini, calciatore italiano († 1980)
- 21 ottobre - Mary Blair, disegnatrice statunitense († 1978)
- 21 ottobre - Luigi Busidoni, calciatore e allenatore di calcio italiano
- 21 ottobre - George Frederick Reinhardt, diplomatico statunitense († 1971)
- 21 ottobre - Enrico Salines, compositore italiano († 2003)
- 21 ottobre - Jānis Škincs, calciatore lettone († 1987)
- 21 ottobre - Juan de Ávalos, scultore spagnolo († 2006)
- 22 ottobre - Dagoberto Azzari, generale italiano († 2006)
- 22 ottobre - Kristina Brenk, scrittrice, drammaturga e traduttrice slovena († 2009)
- 22 ottobre - Ettore Casarotti, attore italiano
- 22 ottobre - Eugenio Gatto, avvocato, politico e partigiano italiano († 1981)
- 22 ottobre - Leonhard Kass, calciatore estone († 1985)
- 22 ottobre - Eldean Steuart, attrice statunitense († 1984)
- 22 ottobre - Joseph Vergos, militare francese († 1940)
- 22 ottobre - Edmond Weiskopf, calciatore francese († 1996)
- 23 ottobre - Umberto Guarducci, ciclista su strada italiano († 1962)
- 23 ottobre - Albert Henri Littolff, militare francese († 1943)
- 24 ottobre - Luigi Boccadoro, vescovo cattolico italiano († 1998)
- 24 ottobre - Paul Grégoire, cardinale e arcivescovo cattolico canadese († 1993)
- 24 ottobre - Achille Piccini, allenatore di calcio e calciatore italiano († 1995)
- 24 ottobre - Sonny Terry, armonicista e attore statunitense († 1986)
- 24 ottobre - Nathaniel Wyeth, ingegnere chimico e inventore statunitense († 1990)
- 24 ottobre - Vittorio Zampedri, calciatore italiano († 1943)
- 25 ottobre - Soesoe van Oostrom Soede, pallanuotista olandese († 1939)
- 26 ottobre - Shiing-Shen Chern, matematico cinese († 2004)
- 26 ottobre - Sid Gillman, allenatore di football americano statunitense († 2003)
- 26 ottobre - Mahalia Jackson, cantante statunitense († 1972)
- 26 ottobre - Sorley MacLean, poeta e scrittore scozzese († 1996)
- 26 ottobre - Achille Olivieri, militare italiano († 1943)
- 26 ottobre - Maurice Perrin, pistard francese († 1992)
- 26 ottobre - Cy Proffitt, cestista statunitense († 1996)
- 26 ottobre - Dario Sabatello, produttore cinematografico italiano († 1992)
- 27 ottobre - Nino Crisman, attore e produttore cinematografico italiano († 1983)
- 27 ottobre - Leif Erickson, attore statunitense († 1986)
- 27 ottobre - Daniel P. Mannix, scrittore statunitense († 1997)
- 27 ottobre - Virgilio Pongiluppi, militare e aviatore italiano († 1943)
- 28 ottobre - Márton Lőrincz, lottatore ungherese († 1969)
- 28 ottobre - Alfredo Oliani, scultore brasiliano († 1984)
- 28 ottobre - Rafael Ramos Pérez, ciclista su strada spagnolo († 1985)
- 28 ottobre - Piara Singh Gill, fisico indiano († 2002)
- 29 ottobre - Nelson Cavaquinho, cantante e compositore brasiliano († 1986)
- 29 ottobre - Bernard Joy, calciatore e giornalista inglese († 1984)
- 30 ottobre - Sydney Cann, allenatore di calcio e calciatore inglese († 1996)
- 30 ottobre - Maxim Hermaniuk, arcivescovo cattolico ucraino († 1996)
- 30 ottobre - Ruth Hussey, attrice statunitense († 2005)
- 30 ottobre - Guglielmo Petroni, scrittore e pittore italiano († 1993)
- 30 ottobre - Angelo Savelli, pittore italiano († 1995)
- 30 ottobre - Ludwig Vörg, alpinista e militare tedesco († 1941)
- 31 ottobre - Aleksandr Achiezer, fisico sovietico († 2000)
- 31 ottobre - Abdel Azim Ashry, cestista, arbitro di pallacanestro e dirigente sportivo egiziano († 1997)
- 31 ottobre - Sheila Bromley, attrice statunitense († 2003)
- 31 ottobre - Carlo Cattaneo, matematico e fisico italiano († 1979)
- 31 ottobre - Eude Cicerone, politico italiano († 1985)
- 31 ottobre - René Hardy, partigiano e scrittore francese († 1987)
- 31 ottobre - Richard Olsen, canottiere danese († 1956)
- 31 ottobre - Nicola Picella, funzionario italiano († 1976)
- 31 ottobre - Ramon Sugranyes i de Franch, attivista spagnolo († 2011)
- 31 ottobre - Sun Mingjing, regista cinese († 1992)